# Венера и Марс (Веронезе)
«Венера и Марс, связанные Амуром» (итал. Venere e Marte uniti da Amore) — картина итальянского художника эпохи Возрождения Паоло Веронезе, написанная им в 1570-х годах маслом на холсте. Её размеры составляют 205,7 на 161 см. Ныне картина хранится в Метрополитен-музее в Нью-Йорке (США).
Картина была написана по заказу императора Священной Римской империи Рудольфа II и являлась одной из трёх мифологических и любовных работ, заказанных художнику. Две другие ныне хранятся в Коллекции Фрика в Нью-Йорке: «Аллегория добродетели и порока», а также «Аллегория мудрости и силы». Картина же Веронезе из Метрополитен-музея посвящена романтическим отношениям римской богини любви Венеры и бога войны Марса, описанными в «Метаморфозах» Овидия.

## Описание
Встреча двух влюблённых происходит в идиллической, умиротворяющей обстановке. Слева стоит обнажённая богиня, обнимающая левой рукой спину Марса, сидящего перед ней в доспехах. Правая рука Венеры покоится на груди, из которой вытекает молоко, подчёркивающее её женственность. Справа находится боевой конь бога войны, прирученный одним из амуров. Его силуэт основан на античных конных памятниках. Подчёркнутая мускулатура животного выражает его силу, а наклонённая голова и спокойные глаза смягчают его образ. Два путти служат ключом к пониманию работы. Первый, укрощающий коня, символизирует подчинение любовным желаниям бога Марса. Второй путто, обвязывающий лентой ноги Венеры, символизирует союз влюблённых в вечной любви и гармонии в мирные времена. Молоко из груди Венеры символизирует богатство мира, которое служит источником для человечества. Подпись художника можно обнаружить на каменном основании: «PAVLUS VERONENSIS F».

## Композиция
Веронезе сохранил равновесие композиции. Каждый персонаж имеет своё собственное пространство, не нарушаемое случайными элементами. Во время работы над картиной художник неоднократно переписывал полотно. Рентгенологическое исследование, описанное Аланом Берроузом в его книге «Art Criticism from a Laboratory», показало, что расположение тела Венеры вначале было иным и, вероятно, она была покрыта драпировкой, спускающейся вниз. Невинного херувима не было в первоначальном варианте. Не вполне ясно, почему Веронезе внёс эти изменения. Венера была исполнена в совершенно другом тоне, более обыденном, а отсутствие амуров придавало сцене приземлённый эротический смысл встречи двух влюблённых. Небольшие изменения, внесённые художником, придали работе новое измерение возвышенной духовности и аллегорический смысл.

## Провенанс
В 1621 году был составлен каталог произведений из собрания Рудольфа II в Пражском Граде. На протяжении веков картина неоднократно меняло владельцев, перемещаясь по всей Европе. Она находилась во владении Фердинанда III Габсбурга, а после вторжения шведов в Прагу в 1648 году попала в коллекцию шведской королевы Кристины, которая увезла её с собой в римскую ссылку. Затем полотно перешло в собственность к семье Одескальки, а затем оказалось в знаменитой Орлеанской коллекции в Париже. В 1792 году картина Веронезе стала частью коллекции Эдуарда де Валькье в Брюсселе, но в 1798 году вернулась в Париж, а затем отправилась в Лондон. После смены нескольких английских владельцев, в 1910 году работа была продана нью-йоркскому Метрополитен-музею.